# (1356) Nyanza
(1356) Nyanza ist ein Asteroid des Hauptgürtels, der am 3. Mai 1935 vom südafrikanischen Astronomen Cyril V. Jackson in Johannesburg entdeckt wurde.
Der Name bezeichnet die Provinz Nyanza in Kenia.